# Потоп (филм)
„Потоп“ (на полски: Potop) е полски епичен исторически филм от 1974 година на режисьора Йежи Хофман по негов сценарий в съавторство с Адам Керстен и Войцех Зукровски, базиран на едноименния роман на Хенрик Сенкевич от 1886 година.
Сюжетът на над петчасовия филм проследява съдбата на група герои, попаднали в центъра на историческите събития по време на Шведския потоп, продължителна война, разорила Жечпосполита в средата на XVII век. Главните роли се изпълняват от Даниел Олбрихски, Малгожата Браунек, Тадеуш Ломницки, Лешек Телешински, Владислав Ханча.
В началото на XXI век „Потоп“ е смятан за третия по популярност филм в историята на полското кино. Той е номиниран за „Оскар“ за чуждоезичен филм.